# Religió dels gals
La religió dels gals és el nom de ritus i creences dels antics gals. Constitueix una barreja d'elements provinents del politeisme celta amb assimilacions de la religió romana i va perdurar fins al triomf del cristianisme a la regió. Al segle v, concretament, es van prohibir tot els rituals gals per pagans però van continuar sent practicats en la clandestinitat fins ben entrada l'edat mitjana, sota formes de religiositat popular. El coneixement d'aquesta religió prové de troballes arqueològiqus, inferències de la mitologia comparada i testimonis forans (especialment romans), ja que no es conserven escrits que descriguin mites o pràctiques gal·les com a font primària. Algunes d'elles van ser cristianitzades i difoses per reculls com la Llegenda àuria.

## Divinitats
Una dificultat afegida a la manca de fonts directes escrites és la diversitat de noms per referir-se als mateixos déus: conviuen teònims locals amb apel·latius per evitar pronunciar el nom directament (un tabú associat al poder diví d'aquest) i amb les assimilacions de divinitats romanes, de manera que de vegades és difícil saber si es tracta de dvinitats diferents o de variants d'un mateix culte.
El panteó gal estava presidit per Lug, inventor de les arts, que va donar nom a la ciutat de Lió. Va prendre trets dels déus grecs Apol·lo i romà Mercuri. També estava molt estès el culte a Cernunnos, déu lligat a la vida salvatge i que provindria directament d'algun déu menor de la religió protoindoeuropea que hauria crescut en importància, especialment a la regió nord de la Gàl·lia. La deessa Epona simbolitzava la relació amb els cavalls, de gran importància a tot Europa, apart de la fertilitat i el pas a l'altre món després de la mort. Va ser adorada pels soldats romans, que la van sumar als déus d'origen. Teutatès guardava l'essència de cada tribu gal·la. Existeixen altres divinitats celtes venerades en alguna part concreta de la Gàl·lia.

## Ritus
En diversos llocs es troben referències a l'adoració de tres figures femenines, mig deesses mig abstraccions, anomenades "mares", que sempre es representen com una tríada i que serveixen per invocar la màgia associada a la vida civilitzada. Aquesta màgia es complementària de la de la natura coneguda pels druides i es lliga al lloc de culte, normalment un poble o ciutat, que conté una representació específica d'aquestes mares. Els druides constitueixen l'escalafó més alt de la classe sacerdotal, de gran importància a la cultura celta. Transmeten uns sabers esotèrics lligats a la comunicació amb les forces de l'entorn i els déus. La majoria de pràctiques es feia al voltant de llocs sagrats com rius o arbres però també es comptava amb temples específics, que reben el nom de fanum.
Se celebraven les quatre grans festes celtes: Samhain o inici d'any, Imbolc al febrer per garantir bones collites durant l'any, Beltane al maig per als rituals de canvi d'estació i Lugnasad a l'agost per repartir els béns i dur a termes les principals cerimònies civils (judicis, casaments, inici d'obres...). Apart es duien a terme ritials per peticions específiques (com adversitats meteorològiques) o per celebrar reunions polítiques entre cabdills de relleu.